# Simple Common Gateway Interface
Simple Common Gateway Interface (amb acrònim SCGI) o interfície de porta comú simple, és un protocol estàndard per als servidors web que permet executar programes com si fossin aplicacions de consola (també coneguts com a línia d'ordres) que s'executen al servidor tot generant pàgines web de manera dinàmica. A diferència del CGI, el protocol SCGI té major velocitat (menor latència). SCGI és similar al protocol FastCGI.

## Servidors web que utilitzen SCGI
- Apache HTTP Server
- Cherokee
- Lighttpd
- Mathopd
- Microsoft Internet Information Services
- nginx
- Avuna HTTPD